# Breške
 Breške su naselje u općini Tuzla, Federacija BiH, BiH.

## Zemljopis
Prostorno pripada zemljopisnoj cjelini Majevice. Reljefno, Breške i cijela župa Breške najizraženiji su orografski oblik na području općine Tuzla. Hidrološki Breške i župa Breške pripadaju slivu Crnog mora. Prema ekološko-vegetacijskoj rejonizaciji savim pripada Pripanonskoj oblasti. Funkcionalno su Breške i cijela župa Breške potpuno okrenuti Tuzli.
Nalazi se u slivu rijeke Soline. Zbog brdsko-planinske naravi ovog područja, utjecao je prostorni razmještaj, veličini i razvitak svih naselja ovog kraja.

## Flora i fauna
Ekološko-vegetacijski su dio Pripanonske oblasti. Biljnu zajednicu tvore brdske visoke šume bukve, čiste i s drugim lišćarima. Nazočne su i visoke šume kitnjaka, običnog graba te šumske kulture četinara. Među grmolikim vrstama su zova, žestika, kozokrvina, drijen, glog i smreka. Divlje životinje su u skladu s navedenim biljnim zajednicama: zec, srna, fazan, jarebica, divlja svinja i mnogobrojne vrste ptica. Izolirani kraj ima malo graditeljskih intervencija u smislu promjene reljefa, zbog čega ima nekoliko botaničkih i zooloških vrijednosti. Drvenasta vrsta lipe (Tilia l.) krasi brežački krajolik. U svibnju na majevičkim stranama cvate zaštićena vrsta crvena udika (Viburnum opulus L.). U Crnom Blatu na lokalitetima Bor i Triješanj u vrlo interesantnom močvarnom staništu zabilježena je rijetka, ugrožene i zaštićene vrste kornjača.

## Povijest
Raspoznatljivih je antropogeografskih osobina. Po njima postoji još od prije dolaska osmanske vlasti. Hrvatska katolička sastavnica u Doknju nikad nije prekinuta, premda je bila izložena snažnim protivnim procesima kroz povijest: islamizacija, ratovi, kuga, nerodne godine, nasilne migracije i diskriminacija.
Kraj je naseljen u starom vijeku, u ilirsko doba. Svojstvene su tvrđavice na brežuljcima, od čega su danas ostali samo toponimi: Gradina, Gradac, Grad, Gradište.... Iz vremena Ilira pronađeni su neki materijalni ostatci na nekim mjestima na Majevici. Benković smatra da je gradina na Gradovrhu izvorno bila ilirska utvrda kojoj su poslije dodani rimski kulturni slojevi. Naseljenost traje kroz rimsko doba. Arheološki je potvrđeno da već tada u Solima imamo kršćanstvo. U Skelanima kod Srebrenice je najbliža lokacija sačuvanih ostataka prve kršćanske crkve. U srednjem vijeku doseljavaju Slaveni i Hrvati. Doseoba Ugara u Panonsku nizinu u 9. st. utjecala je i na ove krajeve. Nije sasvim sigurno, iako neka vrela tvrda da je područje župe Breške u ranom srednjem vijeku pripadalo župi Soli. Okosnicu cestovne infrastrukture još od predosmanskog srednjeg vijeka predstavljao je povijesni regionalni karavanski put Soli - Dokanj - Spomenik - Drijenča - Šibošnica - Čelić. U srednjovjekovnoj Bosni vinogradarstvo i nasadi vinove loze bili su zastupljeni najviše upravo u ovim krajevima. Župa Soli odlukom kralja Andrije II. oduzeta je od matične zemlje 1225. i darovana katoličkom nadbiskupu Ugrinu. Darovnica kralja Bele IV. sadrži da je bosanskom biskupu Ponsi priznata desetina u Usori, Solima, Donjim Krajima i drugim župama. Ugri su vladali područjem Majevice od 1464. do 1512. u okviru Srebreničke banovine. Od kraja 13. st. ovim krajevima djeluju franjevci.
Osmanlije su zaposjele Bosnu 1463., no već je 1464. hrvatsko-ugarski kralj Matija Korvin protuofenzivom oslobodio ovaj dio Bosne i uspostavio vlast Hrvatsko-Ugarske. Ovdje je uspostavio Srebreničku banovinu koja je opstala do 1512., otkad počinje višestoljetna osmanska uprava i s njome iseljavanje katolika 1512., neprekidno sve do kraja 17. st. kad se drastično i povećalo. Zahvaljujući djelovanju franjevaca lpko si nemjerljivo pridonijeli duhovno i kulturno životu župe Breške, iseljavanje je ublaženo. Dolaskom osmanskih osvajača župa Breške strateški postaju važne, jer je bila veza soljanskog područja s istočnom Hrvatskom (Slavonija) i izlazak na rijeku Savu. U osmanskim vremenima vinogradarstvo je iskorijenjeno. Područje pripada pripada Zvorničkom sandžaku, Tuzlanskom kadiluku, a Gornjotuzlanskoj nahiji.
Arheološki nalazi su oskudni, ali dovoljni za ukazati na naseljenost porječja još od prapovijesti. Kuće su izgrađene na iskrčenim brežuljcima, kosama i dolinskim stranama i dosta su udaljene između sebe. Očigledno je da su predci današnjih stanovnika krčili šume radi naseljavanja, odnosno sela su podignuta na krčevinama. U srednjem vijeku u 16. stoljeću Breške se spominju kao naselje. U Breškama je nekropola stećaka.
U 17. stoljeću pripadalo župi Dragunji. Župa je iščezla za veliko iseljavanja Hrvata katolika iz Bosne u vrijeme Bečkoga rata (1683. – 99.). U 18. stoljeću područje je pod nadležnošću tuzlanske župe. Breške su postale samostalna kapelanija 1823. ili 1824. godine i od tada se vode župne matice. Sjedište župe je najprije bilo u Lipnici, odakle je 1838. god. preneseno u Breške, a od sljedeće 1839. Breške su i formalno proglašene župom. Župna crkvica od drva posvećena Uznesenju Marijinu podignuta je 1854. god. Prema Šematizmu provincije Bosne Srebrene za 1856. godinu, a prema podacima iz 1855., u župi Breške naselje Breške imalo je 31 katoličku obitelj s 268 katolika., a prema Imeniku klera i župa za 1910. godinu, u Breškama su živjela 452 katolika i 31 musliman.
1884. u Breške su došle časne sestre Kćeri Božje Ljubavi, osnovale samostan Emaus i u sklopu njega školu koja je pokrivala osam sela.
Skromnu crkvicu nadomjestila je 1890. izgrađena nova, sadašnja, crkva.
Dolazak Austro-Ugarske znači industrijalizaciju zemlje te se zaposlilo mnogo ljudi s područja župe. Zbog velika vojnog kontingenta u Tuzli povećana je potražnja poljoprivrednih proizvoda pa se na području ove župe razvila brzo i naglo poljoprivreda. Bilo je to mirno političko razdoblje. Svjetski ratovi i španjolska gripa odnijeli su mnogo života. Socijalistička Jugoslavija donosi župi nagli porast zaposlenosti, populacijski bum. Razvoj se mnogo usporio krajem 1960-ih. Velikosrpska agresija na BiH mnogo je pridonijela iseljavanju.
KPJ je održao u Tuzli i okolici niz javnih skupova protiv skupoće i predizbornih skupova u drugoj polovici 1920. godine, pored ostalih u Breškama.
No, komunističke vlasti pritiskaju Katoličku crkvu i časne sestre prisiljene su 1950. napustiti mjesto, a školu su konfiscirali 1946. godine.
Jedinstvene Breške nastale su spajanjem dvaju naselja, Brešaka Hrvatskih i Brešaka Muslimanskih; naselja su upravno spojena za vrijeme socijalističke Jugoslavije.
God. 1986. od prostranog teritorija župe Breške osnovane su dvije nove: Drijenča i Dragunja, a jedan je dio pripao župi Šikari. Brežačku župu sada tvore sljedeća naselja: Breške, Dokanj, Hrvatska Obodnica, Tisovac i Trstje. Iste godine započelo je umjetničko uređenje crkve pod vodstvom kipara Zdenka Grgića. Trajalo je do 1990., a nastavljeno 1996. godine.
Župa Breške u granicama iz 2001. obuhvaća naselje Breške u kojemu su G. Breške, Nikolići, Bakaluše.

## Obrazovanje
Osnovna škola Breške, među najstarijim školama na području tuzlanskog kraja. Datira od 1884. godine, kada su časne sestre Družbe Kćeri Božje ljubavi došle u Breške i osnovale samostan Emaus, a škola se zvala Katolička osnovna škola. Bila je tad jedina OŠ na čitavom području. Radila je kao četverorazredna, imala je dvije učionice, a nastavu su izvodile časne sestre. Pokrivala je osam sela: đake iz Brežaka, Obodnice Gornje i Donje, Doknja, Lipnice, Donje i Gornje Dragunje i Crnog Blata. Školske godine 1945./46. jugokomunističke vlasti konfiscirale su privatnu imovinu škole u kojoj su časne sestre Družbe Kćeri Božje ljubavi neprekidno djelovale.
Komunističke vlasti učestalo su poslije rata pritiskale Družbu pa su 1. ožujka 1950. godine Kćeri Božje ljubavi bile prisiljene napustiti Breške.
Zgrada je prešla u društveno vlasništvo i prerasla u šestogodišnju školu. Od školske godine 1959/60. je osmogodišnja škola. Sljedeće školske godine pripojene su joj četvororazredne škole u Donjoj i Gornjoj Obodnici i Avdibašićima, a škola je dobila ime narodnog heroja Ivana Markovića Irca. Škola je novu zgradu dobila 1962. godine koja je osam godina poslije dograđena. Od 1993. tuzlanska općinska skupština promijenila je imena osnovnim školama i ova škola otad nosi ime OŠ Breške.
Pretkraj 20. stoljeća donio je postupne mogućnosti ponovna neometana djelovanja časnih sestara. Danas samo jedna sestra je u pastoralu vjernika, osobito crkveno pjevanje i vjeronauk. Povratak časnih sestara u ovu župu donio je nadu, premda samo povremeno dolaze, a borave u svom samostanu u Tuzli.

## Kultura
U Starim kućama, Donje Breške, nalazi se povijesno područje nekropole sa stećcima, nacionalni spomenik BiH.
Crkva Uznesenja BDM u Breškama izgrađena 1854. godine, a samostan Družbe Kćeri Božje Ljubavi od 1884. godine.
Uz tu crkvu župnu infrastrukturu čini grobljanska kapela sv. Filipa i Jakova u Breškama.
U Breškama djeluje Udruga Breščana koja je okuplja članove i iz Gornje Obodnice, Brežaka Gornjih i Donjih, Bakaluša, Dragunje i Grabovice.
Međunarodna likovna kolonija Breške koja se održava svake godine počam od 2000. godine, čiji je domaćin župna zajednica Breške. U sklopu Kolonije održava se večer folklora.
Godine 2008. župnik Brežaka pokrenuo je akciju oko prikupljanja starih predmeta, oruđa, rukotvorina kojim su se služili naši stari u kući, kuhinji, na njivi, poput alata ili oruđa koja su služila u obrađivanju polja, u obrađivanju vune, lana ili konoplje za nošnju, u kuhinji posuđe, ili u kući stari predmeti kojim su se služili naši djedovi i bake. Razlog akcije je sačuvati ove vrijednosti od propadanja i od zaborava, te osnivanje zavičajnog muzeja ove župe i ovog kraja. U akciju su se uključili članovi KUD-a sv. Ilija Dokanj, te Udruga Društvo Breščana.
Od 2009. svake se godine u Breškama organizira pokladni karneval.
U selima župe Breške održava se desetodnevna manifestacija "Dani Velike Gospe - Župa Breške".
Planira se postavljanje četrnaest velikih križeva u hrvatskim naseljima oko Tuzle. U Breškama je dana 23. lipnja 2015. godine postavljen veliki spomen križ od inoksa na mjesnom katoličkom groblju na ulazu u naselje iz pravca grada. Podignut je na sredini groblja, na vrhu ulaznog stubišta. Visine je oko 3 metra. Križ je podignut zbog dva razloga. Htjelo se da bude spomen obilježje za sve naše župljane koji su poginuli od II. svjetskog rata do danas i da on bude simbol svih hrvatskih pokojnika. Križ na groblju blagoslovljen je na svetkovinu Svih svetih 2015. godine. Time je to postalo tada jedino groblje u župi Breške koje ima križ koji nadvisuje križeve na grobovima. Župnik župnik fra Franjo Martinović obavio je obrede blagoslova križa.
9. studenoga 2015. srušena je stara župna kuća. Razlog je bio što je propala zbog vlage koja ju je godinama nagrizala od podruma i preko krova. Do 2009. postojala je nada da ju se može renovirati i za renoviranje su naručitelji izradili i idejni projekt. Sredstva za renoviranje nisu uspjeli iznaći, objekt je svake godine sve više propadao. Isplativost renoviranja bila je upitna i stručnjaci su utvrdili da je neisplativo. Za potrebe župe fratri su na samostanskom kapitulu u Tuzli 2012. odlučili graditi novu župnu kuću na istom mjestu novu župnu kuću istih dimenzija: župni ured, dvorane za djecu i smještaj za župnika te novo idejno rješenje. Novi projekt još nije našao sredstva za izgradnju i nikako postati građevinski projekt. Postojala je opasnost ne samo za ljude nego i za župne matice, zbog čega su odlučili poravnati teren. Novi prostor za župne matice i druge vrijedne knjige odnosno župni ured morali su 2015. urediti i prostor za župni ured nađen je odlukom na samostanskom kapitulu proljeća 2015. u gospodarskoj zgradi (dupla garaža) te su matične i druge knjige sad smještene na suhom prostoru Projekt preuređenja novog prostora krenulo se svibnja 2015., uređenje završili i novi župni ured blagoslovio je 16. lipnja 2015. o. gvardijan fra Mario Divković.
Prosinca 2015. u Breškama je održana kulturna manifestacija Tradicijsko češljanje Hrvatica u regiji.

## Mediji
Zavičajni radio Breške na hrvatskom jeziku, od 2013. godine.

## Šport
- Omladinac, nogometni klub

## Stanovništvo
U Breškama se nalazilo sjedište župe. Prema Imeniku klera i župa za 1910. godinu, župi su pripadala naselja Breške (452 katolika i 31 musliman), Čanići (262 katolika), Dokanj (510 katolika), Dragunja Donja (319 katolika), Dragunja Gornja (195 katolika), Drapnići (160 katolika i 561 musliman), Drijenča (780 katolika i 35 muslimana),  Jas(j)enica (253 katolika), Lipnica (420 katolika i 141 muslimana) i Obodnica (715 katolika i 8 muslimana). Župa se smanjila koncem 20. stoljeća, pa su u njoj uz Breške ostala Gornja Obodnica, Trstje, Tisovac i Dokanj.
| Breške             |              |              |              |              |
| godina popisa      | 1991.        | 1981.        | 1971.        | 1961.        |
| Hrvati             | 600 (63,97%) | 728 (70,20%) | 862 (79,37%) | 681 (77,12%) |
| Srbi               | 8 (0,853%)   | 21 (2,025%)  | 13 (1,197%)  | 5 (0,566%)   |
| Muslimani          | 213 (22,71%) | 173 (16,68%) | 181 (16,67%) | 28 (3,171%)  |
| Crnogorci          |              | 5 (0,482%)   | 7 (0,645%)   | 5 (0,566%)   |
| Jugoslaveni        | 81 (8,635%)  | 104 (10,03%) |              | 163 (18,46%) |
| ostali i nepoznato | 36 (3,838%)  | 6 (0,579%)   | 23 (2,118%)  | 1 (0,113%)   |
| ukupno             | 938          | 1037         | 1086         | 883          |

Breške spadaju u ruralno područje općine Tuzle. U njima je 31. prosinca 2006. godine prema statističkim procjenama živjelo 670 stanovnika u 221 domaćinstava.

## Gospodarstvo
U ovoj kraju najviše je bilo zastupljeno vinogradarstvo u srednjovjekovnoj Bosni. Vinova loza je bila jako razvijena kultura u srednjovjekovnoj Bosni. Za rijeme Osmanlija vinogradarstvo je iskorijenjeno, a danas se pokušava obnoviti uzgoj vinove loze u Nikolićima.
U Breškama se od 2007. godine održava međunarodni poljodjelski sajam Poljosajam. Organizira ga Udruga poljoprivrednika Županije Soli. Tradicionalno sudjeluju izlagači iz Hrvatske. Sajam ima 
izložbeni, natjecateljski dio i naobrazbeni dio. Izlagaju uzgajivači stoke, proizvođači i prerađivači hrane, proizvođači zaštitnih sredstava u poljoprivrednoj proizvodnji, te izlagači tipičnih proizvoda Bosne i Hercegovine i organske hrane. Tu se i predstavlja agroturizam. 
U naobrazbenom dijelu su edukacije, stručni skupovi na teme iz područja poljoprivrede, poduzetništva, očuvanja tradicije i očuvanja okoliša. Cilj sajma je promicati i afirmirati poljoprivredu, zaštiti domaću proizvodnju, razvijati obrta i poduzetništvo u poljoprivredi, pokrenuti razvitak agroturizma, njegovati tradicijske vrijednosti, jačati sveze znanstveno-istraživačkog sustava s poljoprivrednom proizvodnjom i preradom te omogućavanje ostvarenja dobrih poslovnih kontakata i edukacije ciljnih skupina.

## Poznate osobe
- fra Tomo Salatić, slikar[33][34][35][36]
- fra Stjepan Matijević (franjevac), jedan je od pionira književnosti u Bosni[1]
- s. Milena Filipović (OP), predstojnica Samostana dominikanki u Subotici[37]
- fra Berislav Kalfić bio je župni vikar (1957. – 1958.; 1977.; 2000. – 2005.) i župnik (1958. – 1961.)[38]